# Rotten Row

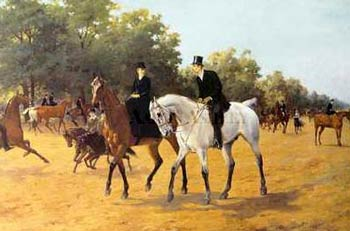
Een schilderij van Thomas Blinks, rond 1900

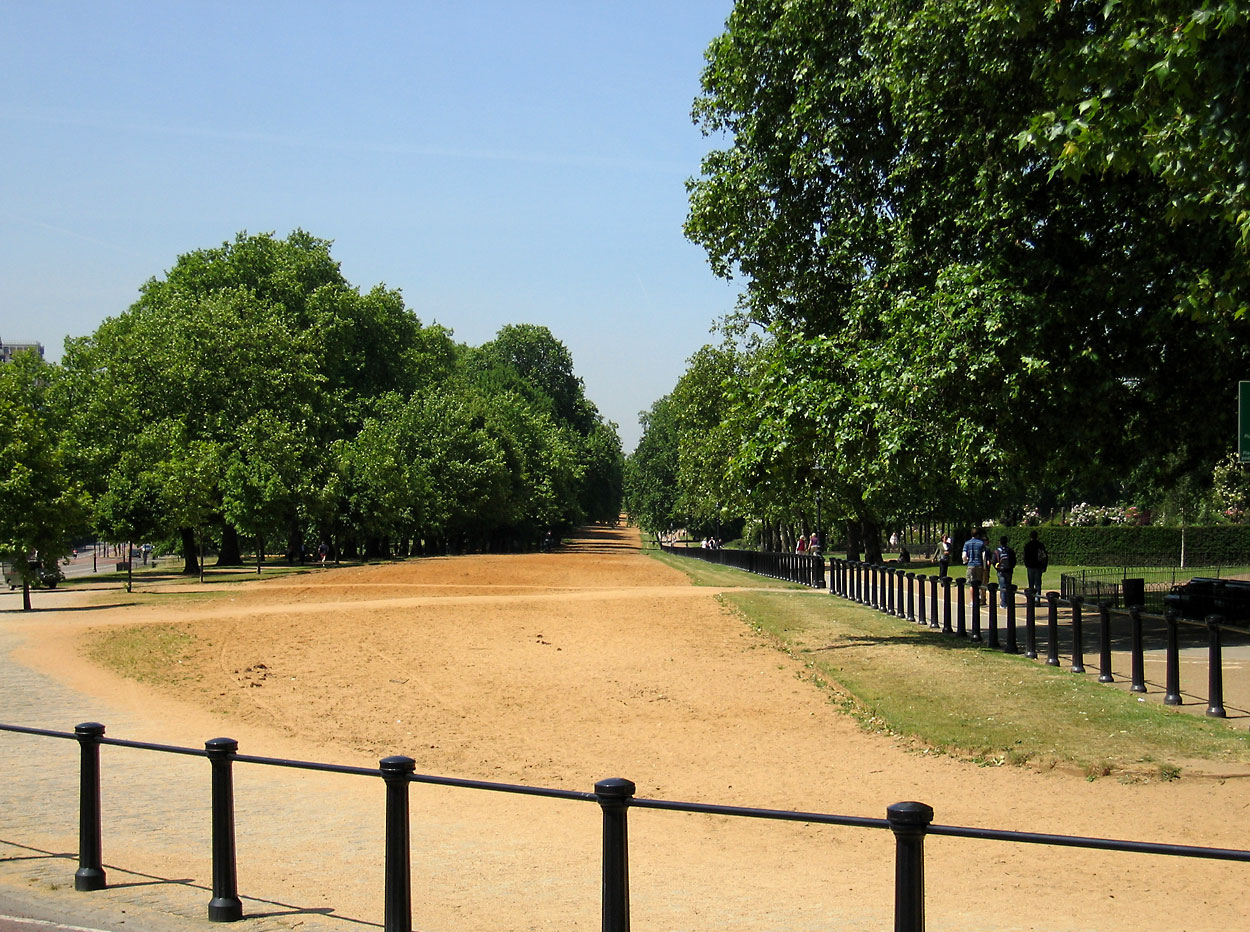
Rotten Row in 2005

Rotten Row is een laan in het Londense Hyde Park. Vanaf Hyde Park Corner loopt hij in westelijke richting. Hij dient tegenwoordig als ruiterpad, maar wordt weinig als zodanig gebruikt omdat er nauwelijks maneges in deze drukke omgeving in het centrum van Londen zijn. Wel maakt de afdeling van de Household Cavalry die optreedt bij ceremoniële gebeurtenissen er gebruik van om de paarden te trainen.
De weg werd aangelegd in 1690 om een veilige route te creëren voor koning Willem III tussen zijn nieuwe verblijfplaats Kensington Palace en St. James’s Palace. Het was een brede laan, verlicht met 300 olielampen, en de eerste verlichte rijweg in Engeland. De naam is vermoedelijk een verbastering van het Franse route du roi.
In de 18e eeuw ontwikkelde Rotten Row zich tot een mondaine ontmoetingsplaats voor welgestelde en notabele Londenaren, die daar te paard flaneerden om te zien en gezien te worden. De aangrenzende South Carriage Drive werd gebruikt voor dezelfde doeleinden, maar dan voor mensen in koetsen.

## Poëzie
De laan inspireerde de dichter Frederick Lampson in 1867 tot het gedicht Rotten Row, opgenomen in zijn bundel London Lyrics. In het eerste couplet verwoordt hij een veelgestelde vraag:
I hope I 'm fond of much that 's good,
      As well as much that 's gay;
I 'd like the country if I could;
      I love the Park in May:
And when I ride in Rotten Row,
I wonder why they call'd it so.
De volgende zeven coupletten geven een genuanceerd antwoord.